# Club Malta Morenita de Osorno
Malta Morenita de Osorno fue un equipo de básquetbol de la ciudad de Osorno que participó en la División Mayor del básquetbol chileno.

## Historia
Malta Morenita, elenco representativo de una prestigiosa firma cervecera nacional, fue un equipo de básquetbol que participó  en la DIMAYOR de Chile entre los años 1981 y 1989. El club nació el año 1981 en el marco del centenario de la famosa Malta elaborada por la CCU.  Su club rival clásico fue el Club Deportivo Phoenix de Valdivia, institución que se unió con otros clubes de la ciudad ribereña para formar el célebre Club Deportivo Valdivia
En 1986 logra disputar la final de la División Mayor del Básquetbol Chileno (Dimayor), la cual empata 1-1 con Universidad Católica de Santiago; pero que en polémico partido definitorio disputado en Talca, es el cuadro capitalino quién obtiene el título de esa temporada.
Entre sus jugadores más emblemáticos estuvieron Carlton Johnson, George Holt, Al Newman, Toto López y Philliphe Bernard, los nacionales Luis Gianelli, Leonardo Orellana, Fernando Arancibia, Carlos San Cristóbal, Pablo Coro Oyarzo, Iván Gallardo, Mario Negrón, Ricardo Grob, Mauricio Aigneren, y destacados valores osorninos como Ricardo Hellwig, Benjamín Henríquez e Iván Montes.
Malta Morenita, culminaría su periplo de participaciones en 1989, y no sería sino hasta 1996 que Osorno regresaría al profesionalismo, nuevamente de la mano de una gran empresa, esta vez la Distribuidora Eléctrica SAESA, creándose el Club Provincial Osorno; con el cual por fin la ciudad obtendría más de una vez el título en la Dimayor, el cual el Club Malta Morenita estuvo cerca de conseguir.